# دوري كرة القدم النرويجي الدرجة الأولى للسيدات 2016
دوري كرة القدم النرويجي الدرجة الأولى للسيدات 2016 (بالنرويجية: 1. divisjon fotball for kvinner 2016)‏ هو موسم من دوري كرة القدم النرويجي الدرجة الأولى للسيدات ‏. فاز فيه IK Grand Bodø ‏.